# Pas de Khyber
El pas de Khyber o pas de Khaibar és un llarg pas sinuós de cinquanta-vuit quilòmetres entre les muntanyes de Safed Koh i Kachmund, que formen part de l'Hindu Kush. És un dels passos més importants entre l'Afganistan i el Pakistan. El coll de Khyber és el situat a la ruta nord de l'Afganistan; els passos de Kurram i Gonial són al mig i el de Bolan al sud.
Es dirigeix al nord-oest des de Peshawar fins a Kabul, i la major part està sota control pakistanès des del 1978. El travessen una carretera i una línia de ferrocarril que té trenta-quatre túnels i noranta-dos ponts, construïda durant la dècada de 1920 amb un preu astronòmic de dos milions de lliures esterlines. En el lloc més estret el pas no fa més de 15,89 metres d'ample i puja fins als 1.600 metres.
El pas comença a divuit quilòmetres de Peshawar, al fort de Jamrud, a l'oest de Peshawar, construït el 1823 pels sikhs i on està enterrat el famós general Hari Singh; el 1964 a prop de la fortalesa s'hi va aixecar un arc de pedra d'estil medieval, el Bab-i-Khyber, i una plataforma d'observació destinada a les autoritats. El pas acaba a la ciutat de Landi Kotal, a 1.067 metres d'altura i a vuit quilòmetres de la frontera afganesa, a Torkham i Dakka. Recorre doncs les muntanyes en direcció nord-oest per uns 53 km entre Janmrud i Dakka
Els punts principals són Ali Masjid, un poble amb fortalesa a 15 km de Jamrud, Landi Kotal, el punt més alt del pas, 15 km més endavant i Tor Kham o Torkham, quan entra en territori afganès a uns 10 km del punt més elevat. Fora de la porta oriental o pakistanesa hi ha les coves de Kadam i a la part occidental o afganesa algunes restes budistes i de civilitzacions antigues. Com que el pas segueix un antic llit d'un torrent alguna vegada pateix inundacions al temps de les pluges.
Elevacions:
- Jamrud, 517 metres
- Ali Masjid, 754 metres
- Landi Kotal, 1045 metres
- Landi Khana, 771 metres
- Dakka, 435 metres

## Història
Es creu que Alexandre el Gran el 330 aC ja va enviar un destacament a aquest pas, manat per Hefestió i Perdicas mentre ell seguia el riu Kabul per la riba nord i després va creuar la vall de Kunar cap a Bajaur i Swat. Al llarg de la història l'han utilitzat els perses, els mongols i els tàrtars, i va ser la via que permetre introduir l'islam a l'Índia.
Mahmud de Gazni va utilitzar només una vegada aquest pas quan es va dirigir a l'encontre de Jai Pal a la vall de Peshawar.
Baber i Humayun van travessar el pas més d'una vegada. Els emperadors mogols li van concedir molta importància però no foren gaire afortunats en mantenir la ruta oberta i els grups tribals paixtus en van tenir generalment el control. A mitjans del segle xvi la zona estava infectada dels sectaris roshaniyya que tenien molta influència sobre algunes tribus afganeses; quan Akbar es va voler assegurar la possessió de Kabul al morir el seu germà Mirza Muhammad Hakim, el general rajput mogol Man Singh va haver de forçar el pas (1586). El 1672, en temps d'Aurangzeb, les tribus van atacar al subadar de Kabul Muhammad Amin Khan al pas de Khyber i van aniquilar el seu exèrcit de 40.000 homes capturant els seus tresors, elefants, dones i criatures. Nadir Shah va passar pel Khyber per atacar a Nasir Khan, subadar mogul de Kabul, i fou atacat pels paixtus, però va dirigir la seva cavalleria per Bazar, va agafar per sorpresa a Nasir Khan i el va derrotar prop de Janrud. Ahmad Shah Durrani i el seu net Zaman Shah en les seves invasions del Panjab van passar pel Khyber diverses vegades.
El pas de Khyber entre Jamrud i Landi Kotal originalment va pertànyer successivament als Shinwaris, Zakka Khel, Kuki Khel i Orakzai. Quan els sikhs es van estendre pel Panjab i van dominar Jamrud, els orakzais foren expulsats pels afridis i només van deixar com a rastre de la seva presència un poble en ruïnes prop de Jam. El domini sikh mai es va estendre més enllà de Jamrud.
La primera vegada que els britànics el van utilitzar fou el 1839 quan el capità Wade fou encarregat de portar a Shahzada Timur a Kabul via Peshawar, mentre el seu pare Shah Shuja era escortat cap al mateix destí per un exèrcit d'indis pel pas de Bolan i Kandahar. En la primera guerra angloafganesa el pas de Khyber fou objecte de diversos combats menors amb els afridis i d'alguns desastres dels britànics; el capità Wade amb més de deu mil homes va sortir de Jamrud el 22 de juliol de 1839 cap a Gagri on es va aturar; el 24 va sortir cap a Lala China i el 25 va avançar per atacar Ali Masjid enviant una columna de 600 homes i 2 canons dirigits pel tinent Mackeson per la dreta mentre per l'esquerra enviava unes companyies d'infanteria; una columna fou enviada a vigilar la gorga de Shadi Bagadi; les dues columnes van empènyer l'enemic ocupant les posicions enemigues el dia 26 i el fort el 27; en aquestos combats els britànics van tenir 22 morts i 158 ferits; això va eliminar tota oposició; una forta guarnició fou deixada a Ali Masjid per mantenir les comunicacions amb Peshawar i una posició d'irregulars sota les ordes del tinent Mackeson es va situar a Dakka. Un posició propera a Lala China, amb guarnició d'auxiliars yusufzais, fou atacada durant les operacions per sis mil afridis; foren rebutjats però esperonats per l'esperança de botí (se sabia que s'havien rebut diners pel pagament dels soldats) van retornar a l'atac i finalment van ocupar la posició i van matar a 400 defensors, però no la van conservar i després d'un intent fracassar contra Ali Masjid es van retirar a les seves muntanyes.
Quan el capità (abans tinent) Mackeson estava negociant amb els afridis el 1840, els Malik Din i els Khel Maliks de Chora van forçar el pas entre els Zakka Khel i els Kuki Khel, i va establir un petit poble a Katta Kushta prop d'Ali Masjid. També els Sipah Kambar Khel i Kamrai Khel, en veure els avantatges de tenir un peu al pas, van avançar a la zona i foren admesos a compartir la regió.
El gener del 1842 el doctor William Brydon el va passar després de la desfeta del contingent del general William Elphistone, que anava amb 16.500 homes, civils i militars. Els guerrillers ghilzai els van atacar al pas d'Andamak, entre Kabul i Jalalabad.
Quan Jalalabad va quedar assetjada es va proposar enviar una força a través del Khyber per alliberar la ciutat i com a mesura preliminar el tinent coronel Moseley fou enviat a Ali Masjid amb dos regiments d'infanteria nativa. La nit del 15 de gener de 1842 van sortir i van arribar a Ali Masjid l'endemà però per un error van oblidar la meitat de les provisions; el brigadier Wilde va haver de sortir de Jamrud amb dos regiments (regiments 60 i 30 d'infanteria nativa) i 4 canons sikhs; mentre els afridis, en veure al coronel Moseley, es van disposar a lluitar i van tancar el pas, per oposar-se al pas del brigadier Wilde; no obstant aquest va poder forçar el pas (19 de gener) i enfrontar l'enemic, però com que aquest era molt nombrós i els canons de què disposava eren poc efectius, no va poder arribar a Ali Masjid., Així Moseley va quedar aïllat amb poques provisions i la seva situació va esdevenir compromesa; va haver de forçar la seva retirada cap a Jamrud, però després d'una lluita desesperada va aconseguir passar.
El 6 d'abril de 1842 el general Pollock va avançar pel pas de Khyber cap a l'Afganistan. Al seu retorn a l'Índia l'exèrcit britànic va passar altre cop pel Khyber en tres divisions, la del general Pollock, que va creuar sense problemes, la del general Mc Caskill, que fou atacada i va tenir algunes baixes quan una brigada fou sorpresa a la nit i va perdre dos canons si bé l'endemà foren recuperats; i la tercera, la rereguarda del general Nott, que fou atacada el 5 i 6 de novembre entre Landi Khana i Lalabagh i altre cop al sortir d'Ali Masjid.
Després de la darrera guerra sikh acabada el 1849 els afridis es van posar en gran nombre al servei dels britànics; al motí de 1857 van restar lleials. Del 1857 al 1878 els afridis van quedar sota influència del govern afganès que va establir una guarnició de tropes a Ali Masjid, No obstant els afridis no tenien bones relacions amb els afganesos i van tenir alguns contactes amb els oficials britànics a Peshawar però les relacions foren a través dels Khalil i els Mohmands que estaven interessats a mantenir les tribus afridis agitades per augmentar la seva pròpia importància. Un o dos anys abans de la segons guerra angloafganesa, l'emir afganès Sher Ali va convocar una jirga o assemblea dels afridis i shinwaris als que va donar uns cinc mil fusells; quan la guerra va esclatar els afridis estaven preparats per lluitar contra els britànics.
El 1878 a Ali Masjid, la missió amistosa de Sir Neville Chamberlain a l'emir Sher Ali Khan fou aturada i rebutjada a trets. Un ultimàtum fou enviat al general de l'emir, Faiz Muhammad, que era a Ali Masjid i com que no hi va haver resposta en el temps fixat, els britànics van envair Afganistan amb tres columnes una de les quals va sortir de Jamrud pel pas del Khyber. El segon dia de campanya la fortalesa d'Ali Masjid fou ocupada per les forces del general Browne. Afridis i afganesos van fugir i els primers foren robats pels segons que els van prendre robes i armes tant al pas del Khyber com a Bazar. L'èxit del pas del Khyber i l'ocupació sense oposició de Dakka a l'extrem occidental del pas va permetre tot seguit l'ocupació de Jalalabad, a la plana que segueix. Els afridis i els Bazar Zakka Khel, van atacar a les tropes britàniques que passaven pel Khyber però una força fou enviada contra ells, i els va dispersar el desembre del 1878.
El tractat que va posar fi a la guerra el maig de 1879 va deixar a les tribus del Khyber sota autoritat britànica i es va formar l'agència de Khyber que va incloure el territori de Mullagori al nord del Khyber, Tirah dels Afridis i el territori a ambdós costats del pas. En endavant el pas va restar permanentment obert.
Actualment al pas hi ha dues vies, una per al trànsit motoritzat i l'altra, una mica més elevada, per a les caravanes tradicionals. La carretera uneix les ciutats de Kabul i Peshawar. És una zona de domini de l'ètnia paixtu.

## Vegeu també

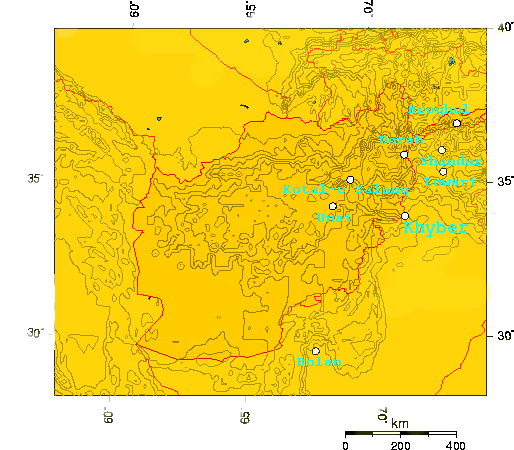
Passos muntanyencs de l'Afganistan